# 墨西哥豆甲蟲
墨西哥豆甲蟲，是一種食植性瓢蟲，是北美豆類作物重要的農業害蟲，為少數分布在北美為草食性者的物種。本瓢蟲分布於墨西哥和美國東部，且它們的數量尤其在溫暖潮濕的環境下非常多，在夏季潮湿的地方或需要大量灌溉的农业区域茁壮成长，但不適應乾燥環境，在落磯山脈西部區域的族群數量及規模由於高度適應本地的環境，數量顯得非常豐富。墨西哥豆甲蟲對豆類作物的傷害相當於在日本分布的日本甲蟲（Popillia japonica）。墨西哥豆甲虫看起来像吃树叶的黄色瓢虫，事实上它们是瓢虫的亲戚。虽然它们主要以豆类為食，但也会以甜菜、南瓜和番茄為食並影響這些作物的收成。

## 外表及體型
成蟲基本上為橢圓狀形，大約6至7毫米長，每個翅鞘都有八個斑點。
墨西哥豆甲虫的卵是黄色的，在植物叶子下方以30到40个一组的形式产卵。墨西哥豆甲虫幼虫通常是黄色的、结实、多刺、长约1釐米長。随着它们的生长，它们的脊椎会长出黑色的尖端。成年墨西哥豆甲虫體型小，长约十六英寸，黄褐色身体上有黑色斑点。随着成長身体會從亮黄色变为橘黄色，成蟲有不同顏色，色彩範圍從紅色到金黃色都有。

## 分布

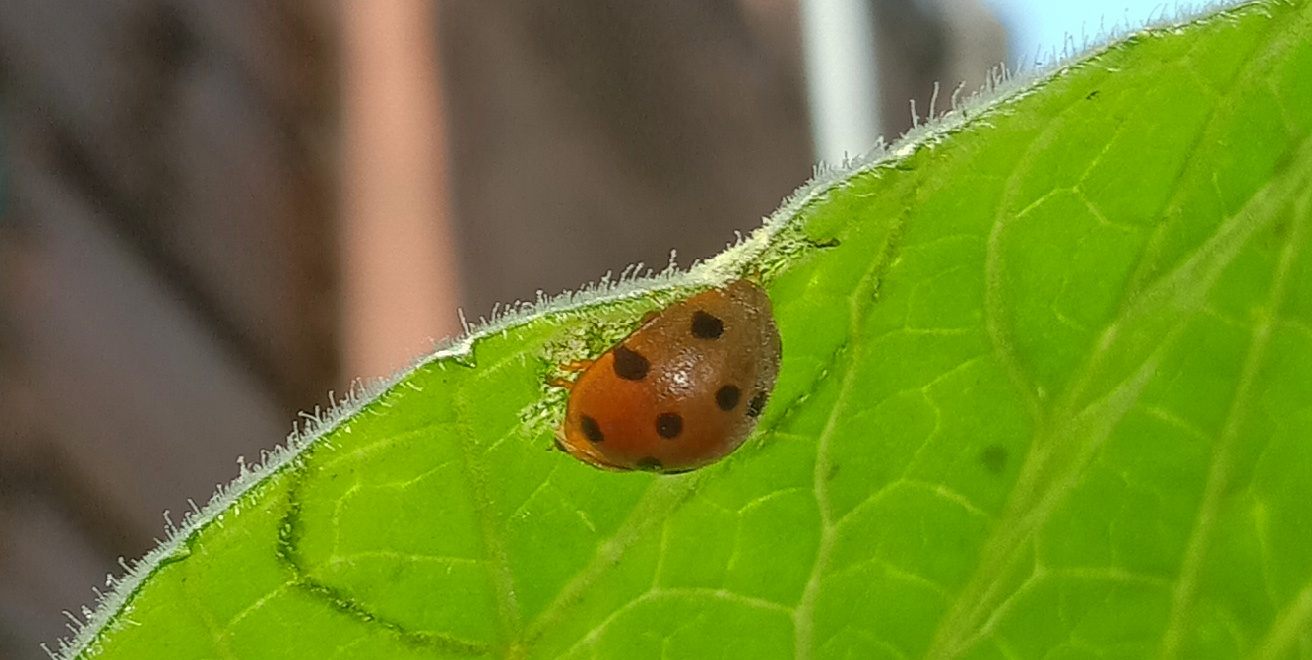

墨西哥豆甲虫分布在美國大多數東部州，及墨西哥。分布往南延伸到瓜地馬拉，往北延伸至南加拿大和新英格蘭。墨西哥豆甲虫自然分布於墨西哥南部高原地區，但在自然分布區域卻不會造成重大農作物損失，反而在美國西部幾個孤立的區域會有較大量的族群，這些族群皆造成這些區域重大農業損失。

## 食物及危害
成蟲主要以豆類的葉子、花、豆莢為食，任何常見的豆類作物都會出現墨西哥豆甲虫的身影，如菜豆、野芸豆、牛豆、豌豆、小豆、大豆，也可能會食其他會結莢果的豆科植物，如紫花苜蓿。成虫和幼虫墨西哥豆甲虫都以豆叶为食，从叶子的下面咀嚼静脉之间的嫩组织。上表面可能发黄，并且组织被咀嚼成非常薄之處可能会干涸并掉落，在叶子上留下洞。当饲喂压力高时，叶子会向下，植物可能会死亡。大量的豆甲虫从叶子中散开，随着它们的数量增长而攻击花和豆荚。幼蟲造成的損害比成蟲還多。

## 控制
有一種寄生蜂瓢蟲柄腹姬小蜂（Pediobius foveolatus）可用來進行生物防治。
灌木豆比許多豆類更不易受到本瓢蟲傷害，因此所需的維護較少。早期作物也比后期作物更不易受影响，一些花卉如迷迭香、萬壽菊會散發驅蟲的氣味有驅離墨西哥豆甲虫。在作物收成結束後清理農田，在春天播種前先耕種土壤，就能盡快發現墨西哥豆甲虫過冬的成蟲並將它們摘除。
內吸殺蟲劑在過去經常被用消滅本瓢蟲，但這類殺蟲劑往往到植物生長到中期就失去保護作用而經常出現失敗。因为墨西哥豆甲虫在整個季節都會遷移至別的植物體部位，儘管殺蟲劑能直接殺死一些蟲，但過度使用就可能會產生抗藥性的新害蟲。如果使用殺蟲劑，應確保在先前噴的殺蟲劑劑量殘留效果消失前重新噴灑酒精至作物，否則下一代甲蟲會持續地破壞作物且難以消滅。
延遲種植豆類作物，種植誘捕作物可有效地大幅減少墨西哥豆甲虫的數量。

## 外部連結
- Sanchez-Arroyo H. (1997). Mexican bean beetle, Epilachna varivestis Mulsant. （页面存档备份，存于） Featured Creatures. EENY-15.
- University of Georgia Info page